# Sugar Camp (Wisconsin)
Sugar Camp – miasto w Stanach Zjednoczonych, w stanie Wisconsin, w hrabstwie Oneida.